# Chacenay
Chacenay ist eine französische Gemeinde mit 52 Einwohnern (Stand 1. Januar 2022) im Département Aube in der Region Grand Est; sie gehört zum Arrondissement Troyes und zum Kanton Bar-sur-Seine.

## Bevölkerungsentwicklung
| Jahr      | 1962 | 1968 | 1975 | 1982 | 1990 | 1999 | 2008 | 2016 |
| Einwohner | 91   | 72   | 74   | 78   | 68   | 60   | 62   | 47   |

## Sport
Im Jahr 2024 führte die Tour de France auf der 9. Etappe durch Chacenay. Dabei führte eine Bergwertung der 4. Kategorie über den Schotter-Anstieg der Côte de Chacenay (314 m). Diese wies auf einer Länge von drei Kilometern eine durchschnittliche Steigung von 4,3 % auf. Der Brite Thomas Pidcock gewann die Bergwertung aus der Ausreißergruppe. Kurz vor der Kuppe griff der Belgier Remco Evenepoel mehr als 70 Kilometer vor dem Ziel an und setzte sich im Anschluss gemeinsam mit dem gesamtführenden Tadej Pogačar und dem Vorjahressieger Jonas Vingegaard von den restlichen Favoriten auf den Gesamtsieg ab. Das Trio schloss die Lücke zu den Ausreißern, ehe sie sich nach mangelnder Kooperation wieder zurückfallen ließen.

## Sehenswürdigkeiten
- Burg Chacenay (13. Jahrhundert)

## Persönlichkeiten
- zur Burgherrenfamilie von Chacenay siehe Chacenay (Adelsgeschlecht)